# Stammvokal
Unter Stammvokal werden in der Linguistik zwei verschiedene Konzepte verstanden:
- der Vokal einer Wortwurzel bzw. eines Wortstammes, welcher bei Umlaut oder Ablaut wechselt; Beispiele:

Umlaut bei Substantiven: Schuss – Schüsse; Wurf – Würfe oder Ablaut bei starken Verben:
fallen – fiel – gefallen; sehen – sah – gesehen. 
- ein Vokal (auch Bindevokal, Kennvokal, Themavokal), der an die Wortwurzel angehängt wird und mit dieser zusammen den Wortstamm bildet; er charakterisiert das Ende des Wortstamms starker (vokalischer) Deklinationsklassen, weshalb man von „a-Deklination“, „i-Deklination“ usw. spricht.

Zur a-Deklination im Germanischen gehört zum Beispiel das gotische Wort dags ‚der Tag‘; der Stammvokal zeigt sich etwa in der Flexionsendung -ans des Akkusativs Plural dagans ‚die Tage‘. (Die Bezeichnung „a-Deklination“ richtet sich nach dem Lautstand des Germanischen, nicht nach dem der späteren germanischen Sprachen.)